# Ranunculus luoergaiensis
Ranunculus luoergaiensis är en ranunkelväxtart som beskrevs av L. Liou. Ranunculus luoergaiensis ingår i släktet ranunkler, och familjen ranunkelväxter. Inga underarter finns listade i Catalogue of Life.